# Сибовац (Обилић)
Сибовац (алб. Siboc) је насеље у општини Обилић, Косово и Метохија, Република Србија.

## Историја
Село на падини Чичавице је у 19. веку било чифлик Махмудбеговића из Пећи. Међу чифчијама је било и Албанаца. Тако су Срби Ковачани око 1860. затекли на чифлику једну кућу „потура“, која је тада била једина кућа у селу. 1878. се населило и мноштво Албанаца мухаџира. У селу код хана има старог српског гробља, а један се извор у махали Буњак зове Крони Шкаут (Српски извор).

## Порекло становништва по родовима
Подаци о пореклу становништва из 1934. године.
Српски родови
- Ковачани (9 к., Св. Врачи). Пресељени из Ковачице око 1860. Даља старина им је у Црној Гори.
- Ристић (1 к., Св. Никола). Потиче из рода Божића у Племетини, одакле се по доласку мухаџира иселио у Топлицу, па одатле вратио 1913, по ослобођењу Косова, за чифчију.
- Војиновић ( Св. Врачи). Протерани 1999.године.

Поисламљени и поарбанашени род је Фазлијевић (1 к.). Пресељен је у исламу из Жиливоде пре Ковачана.
Албански мухаџири
- Буњак (3 к.), од фиса Краснића. Из Скадарске Малесије се иселио у Топлицу, у село Међухане, где је живео 80 година. Време исељења из Малесије му је према томе, крај 18. века. Појасеви у 1934. од досељења у Топлицу: Имер, Адем, Азир, Зека (77 година).
- Брбатовц (2 к.), од фиса Краснића, из Барбатовца (Топлица), а даљом старином из Скадарске Малесије. Појасеви у 1934. од досељења у Топлицу: Бајрам, Љаха, Мемет (80 година). Муаремовит (1 к.), од фиса Сопа братства Маврића, из Коњуше (Топлица).
- Космаћ (Зк.),од фиса Гаша, из Космаћа (Топлица).
- Меан (2 к.) и – Белопој (2 к.), од фиса Климената, из Механе и Белог Поља (Топлица).
- Широкоњев (1 к.) и Ргај (2 к.), од фиса Сопа, из Широке Њиве и Ргаја.
- Тмава (2 к.) и Буринц (1 к.), од фиса Краснића, из Тмаве и Буринца (Топлица).
- Симниц (4 к.), од фиса Шаље, из Сибнице (Топлица).
- Сулиш (3 к.), од фиса Тсача, из Сулиша (Топлица).
- Конџељ (1 к.), од фиса Шкреља, из Конџеља (Топлица).
- Бреговин (4 к.) и Бублица (1 к.), од фиса Тсача, из Бреговине и Бублице (Јабланица)

## Становништво
| Година       | 1948 | 1953 | 1961 | 1971 | 1981 | 1991 |
| ------------ | ---- | ---- | ---- | ---- | ---- | ---- |
| Становништво | 675  | 747  | 942  | 1189 | 1480 | 1632 |

|  |